# Olasz költők, írók listája
Ez a lista Olaszország, illetve az egykori Itália olasz nyelven, olasz dialektusban vagy latinul alkotó íróit és költőit tartalmazza névsor szerint, évszámmal ellátva. (A legnagyobb klasszikusok vastag betűvel és * jellel jelölve.)

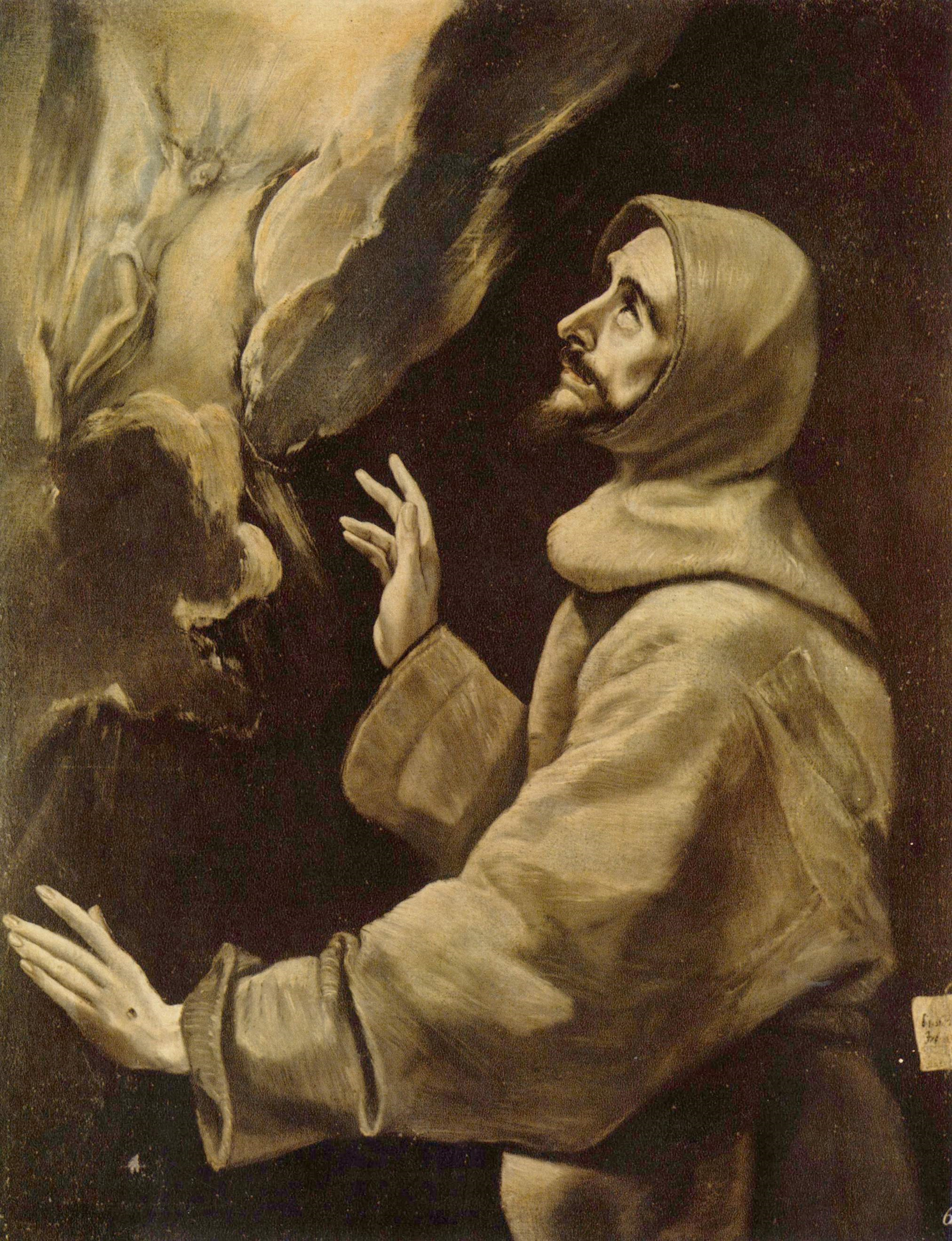
Assisi Szent Ferenc

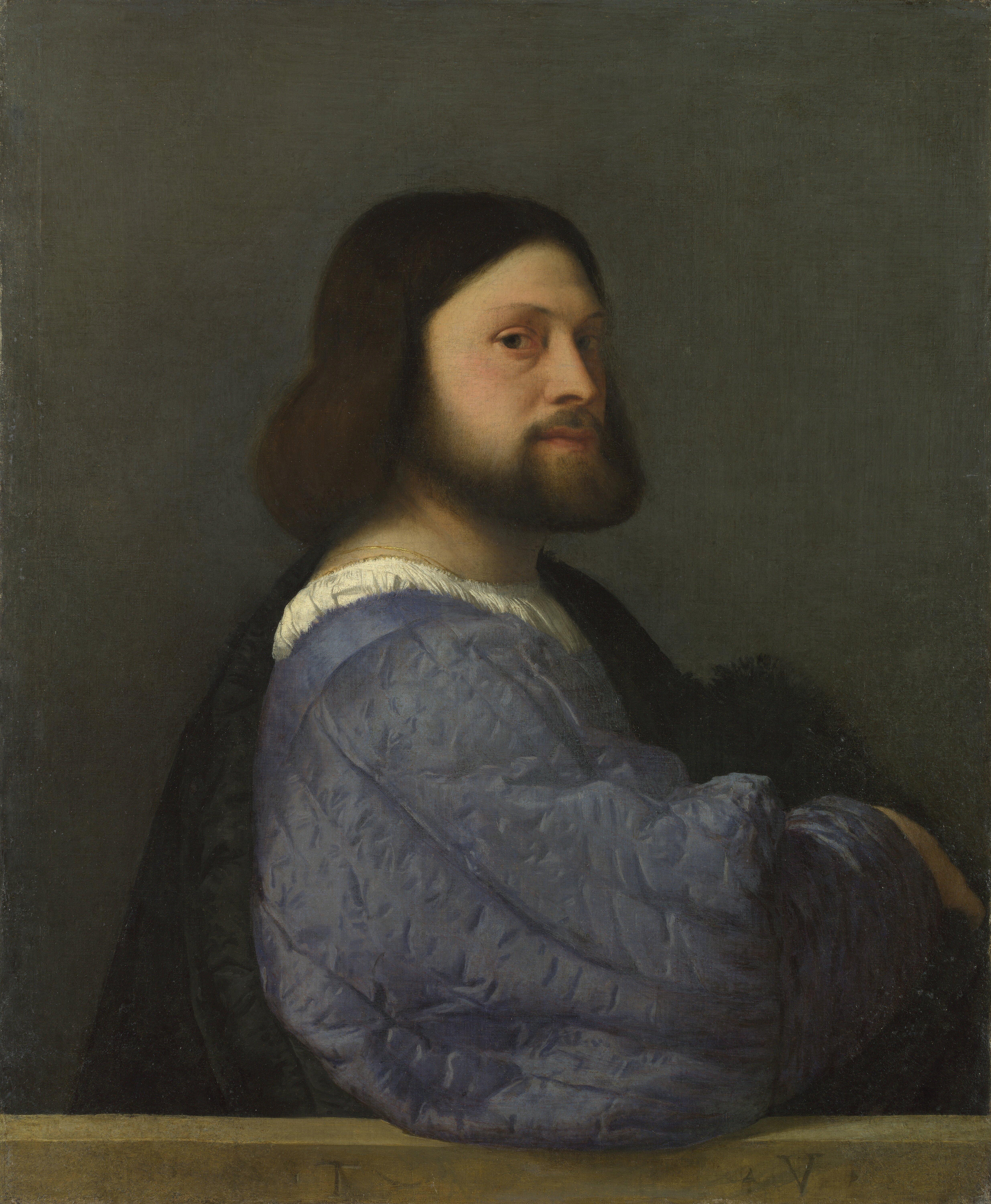
Ludovico Ariosto

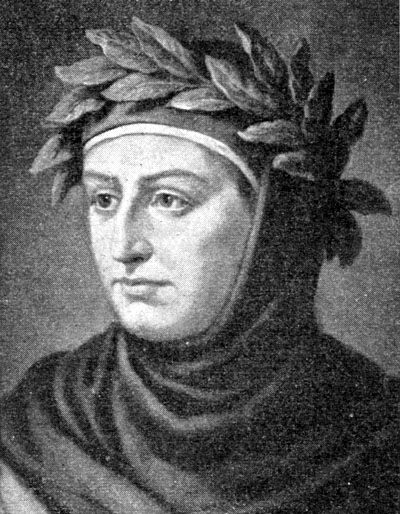
Giovanni Boccaccio

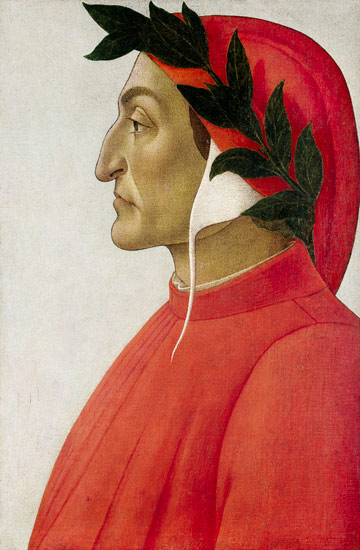
Dante Alighieri

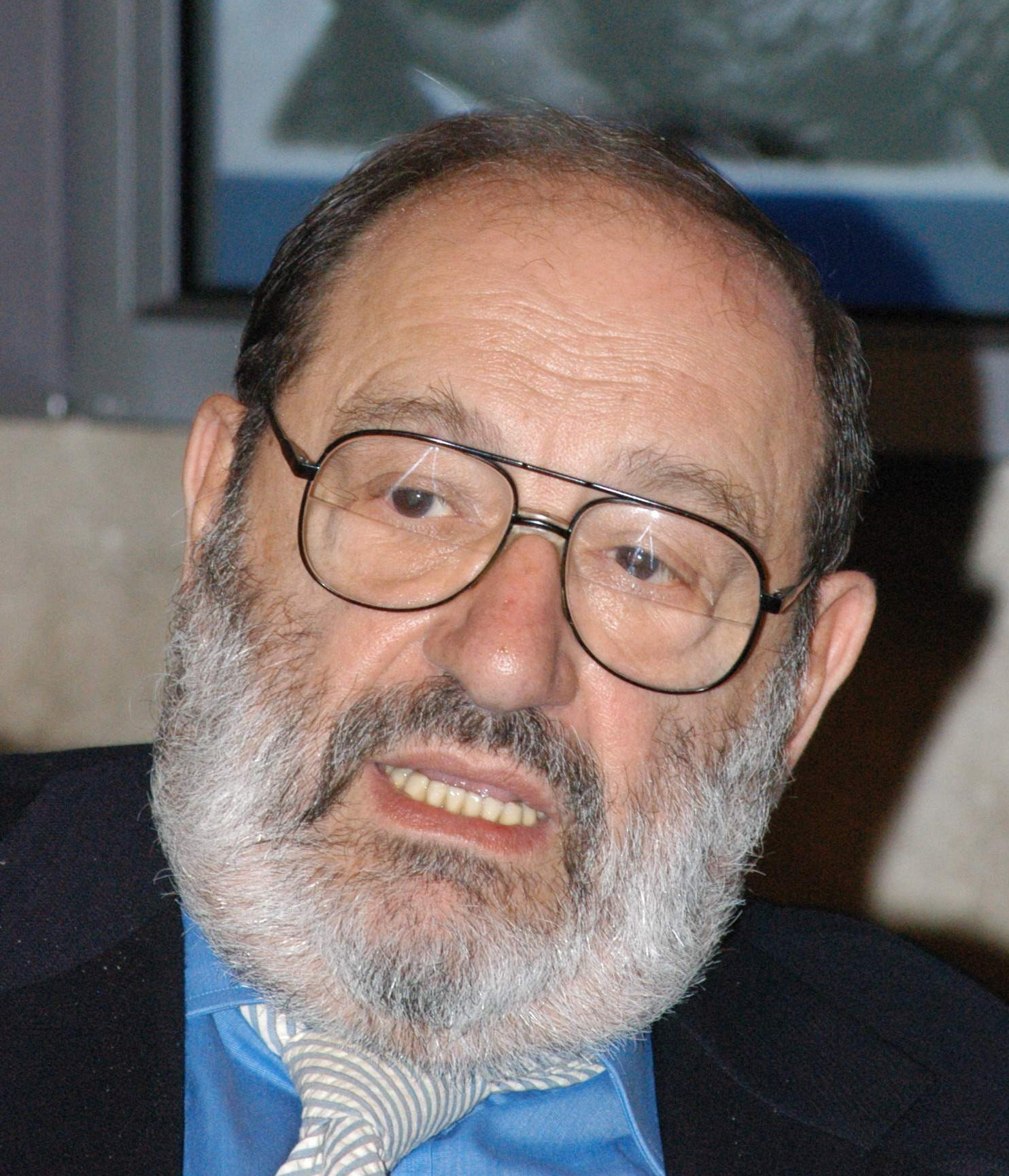
Umberto Eco

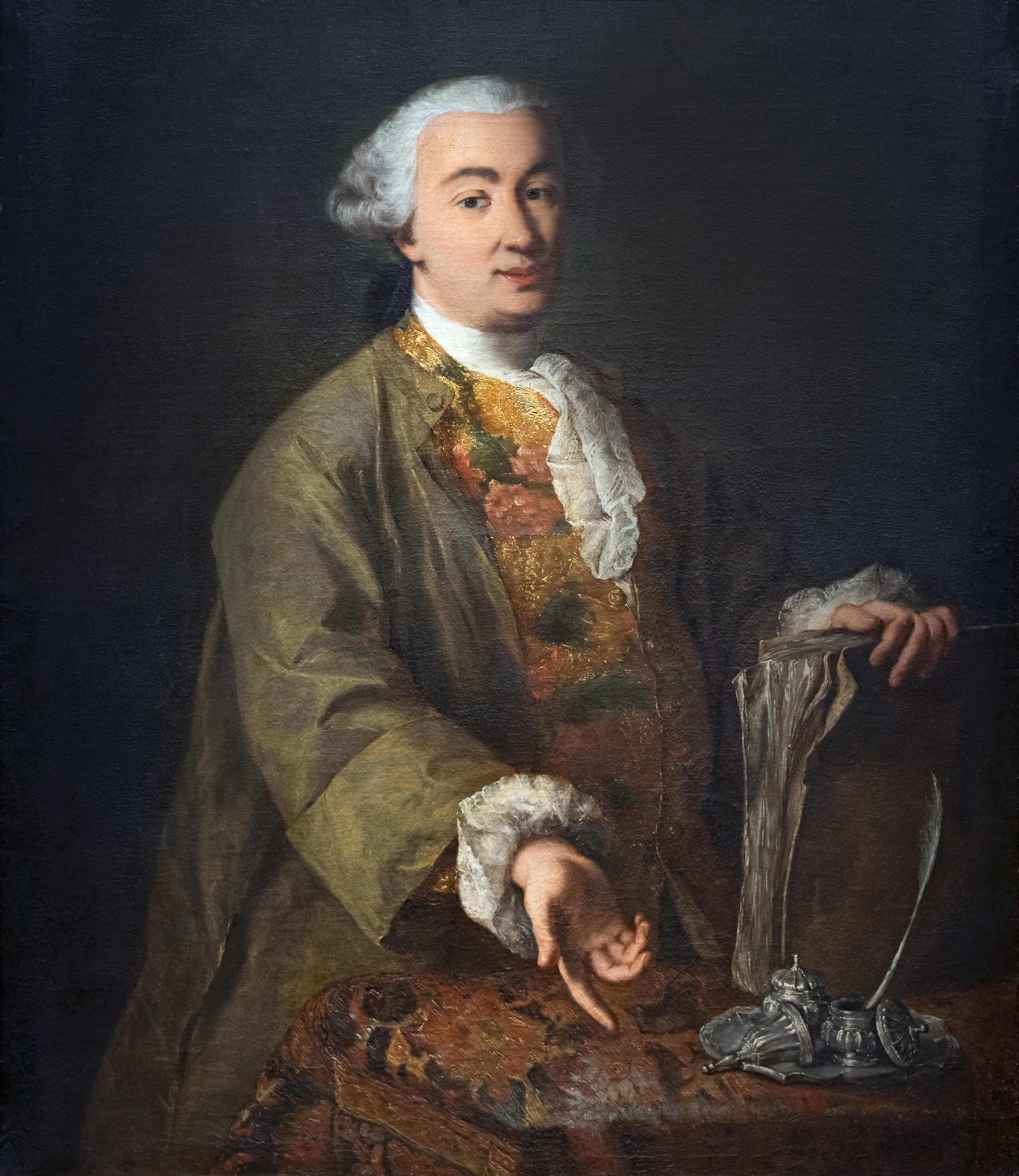
Carlo Goldoni

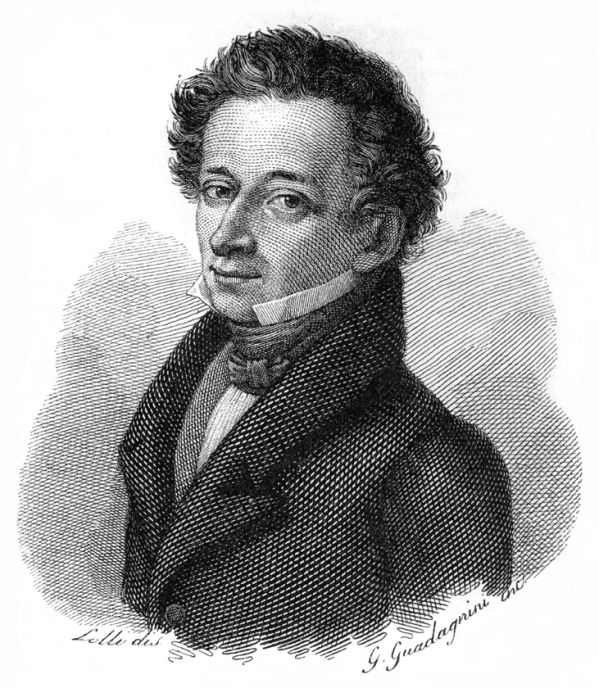
Giacomo Leopardi

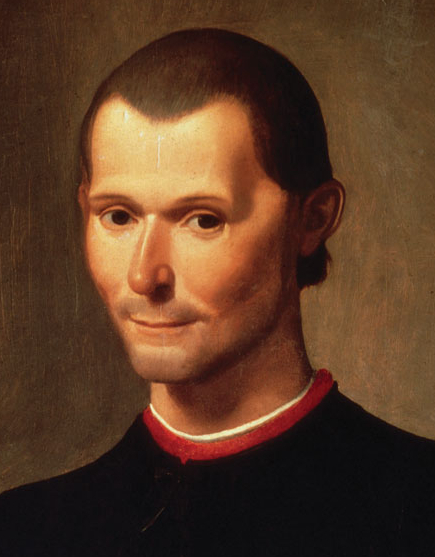
Niccolò Machiavelli

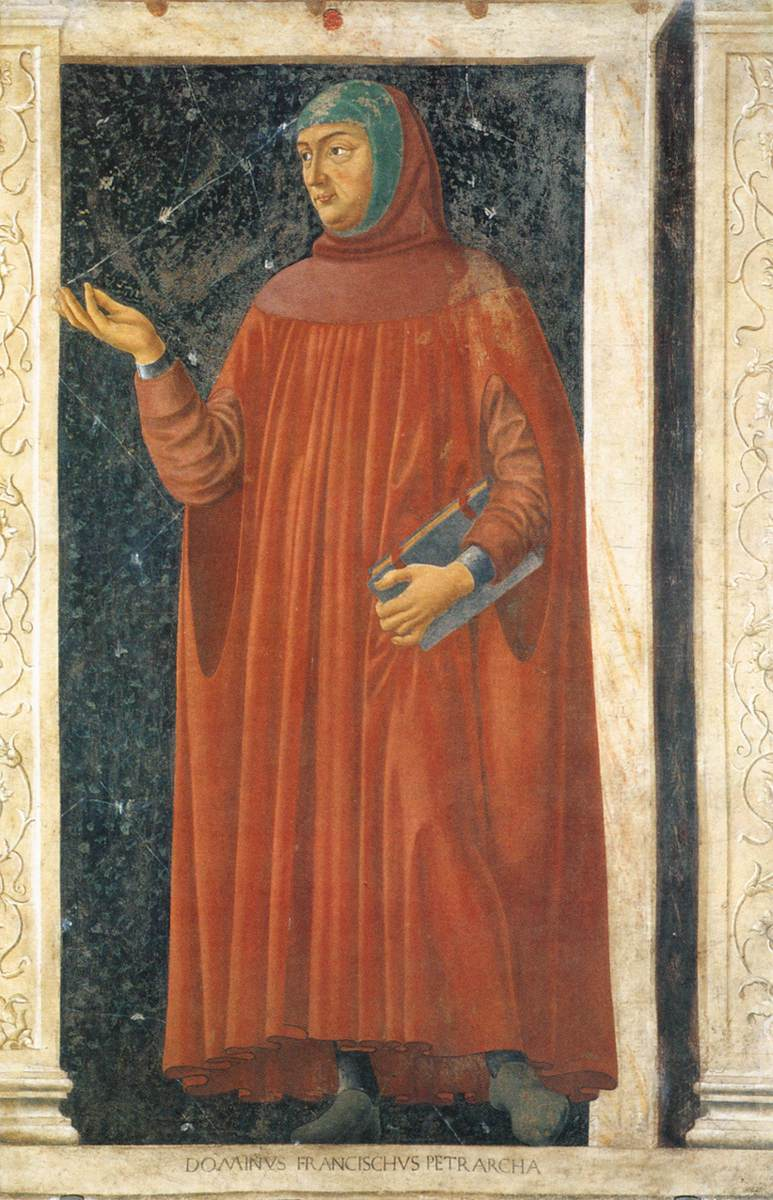
Francesco Petrarca

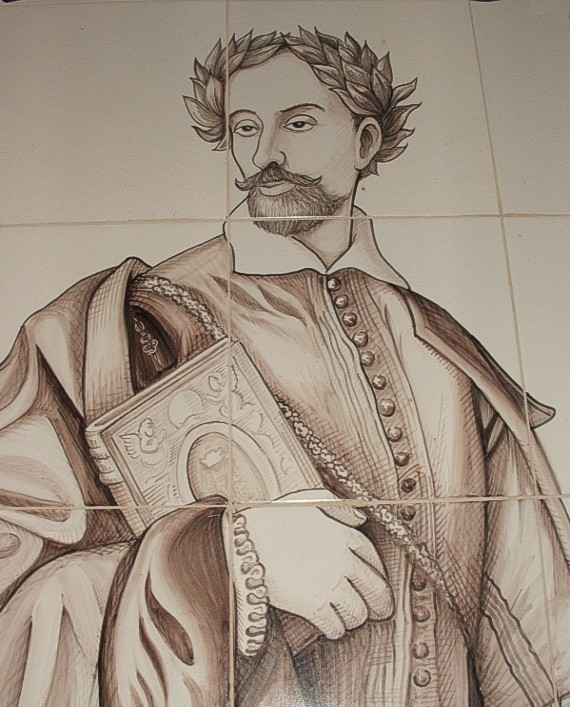
Torquato Tasso

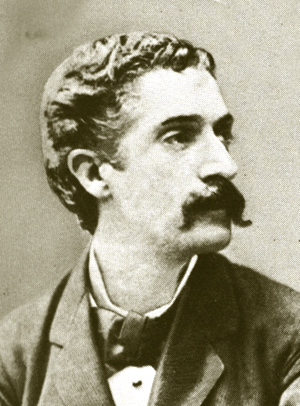
Giovanni Verga

| Ábécé szerinti tartalomjegyzék                      |
| --------------------------------------------------- |
| A B C D E F G H I J K L M N O P Q R S T U V W X Y Z |

## A
- Assisi Szent Ferenc (Giovanni di Bernardone, 1181–1226)
- Antonio Abati (–1667)
- Bernardo Accolti (1458–1535)
- Leon Battista Alberti (1404–1472)
- Aleardo Aleardi (1812–1878)
- Vittorio Alfieri* (1749–1803)
- Niccolò Ammaniti (1966–)
- Cecco Angiolieri (1260–1312)
- Giulio Angioni (1939–2017)
- Rinaldo d’Aquino (13. század)
- Pietro Aretino (1492–1556)
- Ludovico Ariosto* (1474–1533)
- Piovano Arlotto (1396–1483 vagy 1484)
- Giovanni Arpino (1927–1987)
- Gianluca Arrighi (1972–)

## B
- Pierdomenico Baccalario (1974)
- Matteo Bandello* (1485–1561)
- Giorgio Bassani (1916–2000)
- Antonio Beccadelli (1394–1471)
- Cesare Beccaria (1738–1794)
- Giuseppe Gioacchino Belli (1791–1863)
- Pietro Bembo (1470–1547)
- Mario Benzing (1896–1958)
- Giovanni Berchet (1783–1851)
- Vittorio Bersezio (Peveragno, 1828 - Torino, 1900)
- Ugo Betti (1892–1953)
- Libero Bigiaretti (1905–1993)
- Giovanni Boccaccio* (1313–1375)
- Matteo Maria Boiardo (1441–1494)
- Arrigo Boito (1842–1918)
- Antonio Bonfini (1427–1502)
- Bindo Bonichi (1260–1337)
- Carlo Botta (1766–1837)
- Edith Bruck (1932–) magyar származású olasz írónő
- Giordano Bruno (1548–1600)
- Michelangelo Buonarroti (1475–1564)
- Ignazio Buttitta (1899–1997)
- Dino Buzzati (1906–1972)

## C
- Italo Calvino (1923–1985)
- Antonio Cammelli (1436–1502)
- Andrea Camilleri (Porto Empedocle, n. 1925)
- Rino Cammilleri (1950)
- Tommaso Campanella (1568–1639)
- Giuseppe Campori (1821–1887)
- Giosuè Carducci* (1835–1907) - irodalmi Nobel-díj, 1906
- Giuseppe Carpani (1752–1825)
- Giacomo Casanova (1725–1798)
- Baldassarre Castiglione (1478–1529)
- Vittorio Catani (1940–2020)
- Guido Cavalcanti* (1255–1300)
- Ermanno Cavazzoni (1947)
- Cecco d'Ascoli (1269–1327)
- Alice Ceresa (1923–2001)
- Piero Chiara (1913–1986)
- Ignazio Ciampi (1824–1880)
- Cielo d'Alcamo (13. század)
- Cino da Pistoia (1270–1336)
- Carlo Collodi (1826–1890)
- Vittoria Colonna (1490–1547)
- Benedetto Croce (1866–1952)
- Vincenzo Cuoco (Civitacampomarano, 1770 - Nápoly, 1823)

## D
- Gabriele D’Annunzio (1863–1938)
- Lorenzo Da Ponte (1749–1838)
- Francesco Dall’Ongaro (1808–1873)
- Dante Alighieri* (1265–1321)
- Edmondo De Amicis (1846–1908)
- Eduardo De Filippo (1900–1984)
- Federico De Roberto (1861–1927)
- Grazia Deledda (1871–1936)
- Donatella Di Pietrantonio (1962–)
- Claudia Durastanti (1984–)

## E
- Umberto Eco (1932–2016)
- Valerio Evangelisti (1952–2022)

## F
- Oriana Fallaci (1929–2006)
- Beppe Fenoglio (1922–1963)
- Elena Ferrante (1943–)
- Agnolo Firenzuola (1493–1543)
- Dario Fo (1926–2016) irodalmi Nobel-díj, 1997
- Antonio Fogazzaro (1842–1911)
- Teofilo Folengo (1491–1544)
- Folgóre da San Gimignano (1270–1332)
- Ugo Foscolo* (1778–1827)
- Dino Frescobaldi (1271–)
- Matteo Frescobaldi (–1348)
- Federico Frezzi (–1416)

## J
- Jacopone da Todi (1230–1306)

## G
- Carlo Emilio Gadda (1893–1973)
- Brunella Gasperini (1918–1979)
- Paolo Giordano (1982–)
- Natalia Ginzburg (1916–1991)
- Carlo Goldoni* (1707–1793)
- Guido Gozzano (1883–1916)
- Carlo Gozzi (1720–1806)
- Tommaso Grossi (1790–1853)
- Giovanni Guareschi (1908–1968)
- Francesco Guicciardini (1483–1540)
- Guido Guinizelli (1249–1276)
- Guittone d'Arezzo (–1294)

## L
- Cristoforo Landino (1424–1498)
- Tommaso Landolfi (1908–1979)
- Giuntino Lanfredi
- Brunetto Latini (1212–1294)
- Francesco Leonetti (Cosenza 1924–2017)
- Giacomo Leopardi* (1798–1837)
- Carlo Levi (1902–1975)
- Primo Levi (1919–1987)
- Chiara Lubich (1920–2008)

## M
- Niccolò Machiavelli* (1469–1527)
- Claudio Magris (1939–)
- Alberto Manzi (1924–1997)
- Alessandro Manzoni* (1785–1873)
- Dacia Maraini (1936–)
- Giambattista Marino (1569–1625)
- Filippo Tommaso Marinetti (1876–1944)
- Giuseppe Marraffino (1771–1850)
- Galeotto Marzio (1427–1497)
- Margaret Mazzantini (1961–)
- Pietro Metastasio (1698–1782)
- Eugenio Montale* (1896–1981) - irodalmi Nobel-díj, 1975
- Vincenzo Monti (Alfonsine, 1754 - Milánó, 1828)
- Elsa Morante (1912–1985)
- Alberto Moravia (1907–1990)
- Isabella di Morra (1520–1545 vagy 1546)

## N
- Ada Negri (1870–1945)
- Giovanni Battista Niccolini (1782–   1861)

## P
- Aldo Palazzeschi (1885–1974)
- Giuseppe Parini* (1729–1799)
- Giovanni Pascoli (1855–1912)
- Pier Paolo Pasolini (1922–1975)
- Cesare Pavese (1908–1950)
- Silvio Pellico (1789–1854)
- Francesco Petrarca* (1304–1374)
- Luigi Pirandello* (1867–1936) - irodalmi Nobel-díj, 1934
- Cino da Pistoia (1265–1336)
- Angelo Ambrogini Poliziano (1454–1494)
- Marco Polo (1254–1323)
- Vasco Pratolini (1913–1991)
- Giorgio Pressburger (1937–2017)
- Pierfrancesco Prosperi (1945–)
- Giacomino Pugliese (13. század)
- Luigi Pulci (1432–1484)

## Q
- Salvatore Quasimodo (1901–1968) - irodalmi Nobel-díj, 1959

## R
- Antonio Ranieri (1806–1888)
- Pietro Ronsano (1428–1492)
- Gianni Rodari (1920–1980)
- Davide Roccamo (1986)

## S
- Umberto Saba (1883–1957)
- Jacopo Sannazaro (1458–1530)
- Leonardo Sciascia (1921–1989)
- Ignazio Silone (1900–1978)
- Gaspara Stampa (1523–1554)
- Italo Svevo (1861–1928)
- Mario Soldati (1906–1999)
- Roberto Saviano ( 1979–)

## T
- Susanna Tamaro (1957–)
- Torquato Tasso (1544–1595)
- Alessandro Tassoni (1565–1635)
- Giuseppe Tomasi di Lampedusa (1896–1957)
- Federigo Tozzi (1883–1920)

## U
- Giuseppe Ungaretti (1888–1970)

## V
- Giorgio Vasari (1511–1574)
- Ugolino Verino (1438–1516)
- Giovanni Verga (1840–1922)
- Elisabetta Vernier (?)
- Pietro Verri (1728–1797)
- Giambattista Vico (1668–1744)
- Elio Vittorini (1908–1966)

## Z
- Bernardino Zendrini (1839–1879)